# George Jessel
George Jessel (3 de abril de 1898 - 23 de mayo de 1981) fue un actor, cantante y compositor estadounidense, además de productor cinematográfico premiado con un Premio Humanitario Jean Hersholt. Fue famoso como un comediante y entretenedor de talento muy variado, consiguiendo un nivel de reconocimiento que trascendió a sus limitados papeles cinematográficos. Fue muy conocido por su mote, el "Toastmaster General of the United States" (una parodia del United States Postmaster General) por su frecuente papel como máster of ceremonies (maestro de ceremonias) en reuniones políticas y de entretenimiento. 

## Biografía

### Vodevil
Jessel nació en el Bronx. A los diez años de edad ya actuaba en el vodevil y en el teatro en Broadway para mantener a su familia tras la muerte de su padre. Su madre, que vendía entradas en el Teatro Imperial, le ayudó a formar el The Imperial Trio, un grupo de acomodadores, con Walter Winchell y Jack Wiener, que entretenía a los patronos del teatro (tales grupos de acomodadores cantantes eran algo común). A los 11 años, era compañero de Eddie Cantor en un número juvenil que interpretó con él en la escena hasta que, con dieciséis años, ya era mayor para el personaje. Posteriormente se juntó con Lou Edwards y después empezó un número en solitario.
Su más famoso sketch fue llamado "Hello Mama" o "Phone Call from Mama", y en el mismo se retrataba una conversación telefónica. En 1919 produjo su propio show en solitario, "George Jessel's Troubles", y actuó en su primera película, el film mudo The Other Man's Wife. Intervino en la composición de la letra del éxito "Oh How I Laugh When I Think How I Cried About You", y participó en varios espectáculos cómicos de éxito en los primeros años de la década de 1920. En 1921 grabó el tema "The Toastmaster". A veces actuaba pintándose la cara de negro en sus números del vodevil.

### Broadway y su vida personal
En 1925 destacó como uno de los más populares primeros actores de Broadway con el papel principal de la producción The Jazz Singer. El éxito de la obra hizo que Warner Bros. la adaptara como el primer film sonoro, escogiendo a Jessel para el papel principal. Cuando el estudio rechazó sus demandas salariales, Jessel abandonó el proyecto, que finalmente fue a manos de Al Jolson. Su segundo papel para el cine llegó en 1926 con Private Izzy Murphy. Mientras que la carrera de Jolson se disparó tras el estreno en 1927 de El cantante de jazz, Jessel siguió haciendo papeles en películas de menor importancia, a menudo dirigidas a público de origen judío. 
En la década de 1930 su vida personal le mantuvo en la actualidad tanto como sus interpretaciones en el cine. Tuvo notorias aventuras sentimentales con las actrices Pola Negri, Helen Morgan y Lupe Vélez (todas detalladas en su autobiografía de 1975 The World I Lived In). En esta época, mientras presentaba un espectáculo de vodevil en Chicago, decidió presentar una actuación de las The Gumm Sisters. Cuando las volvió a presentar como las The Garland Sisters (por el personaje de Carole Lombard en el film Twentieth Century) el nombre tuvo éxito. La menor del grupo se hizo llamar Judy, por una popular canción de Rudy Vallee, y de esa manera surgió el nombre artístico de una de las más legendarias actrices cinematográficas del siglo XX. En 1934 Jessel se casó con la actriz del cine mudo Norma Talmadge, provocando un escándalo, pues Talmadge estaba casada en el momento en que iniciaron su relación. Tras su divorcio en 1939, motivó un nuevo escándalo por disparar al amante de Talmadge.

### Cine y televisión
A mediados de la década de 1940 empezó a producir películas musicales para 20th Century Fox, interviniendo en un total de 24 a lo largo de una carrera que se extendió hasta los años sesenta. Al mismo tiempo, se hizo conocido como anfitrión de fiestas en las que destacaba por su ingenio y sus célebres amistades. En 1946 fue uno de los miembros fundadores de la rama californiana de los Friars Club. También viajó fuera de los Estados Unidos con la United Service Organizations, con el fin de entretener a las tropas destacadas. Escribió tres volúmenes de memorias, So Help Me en 1943, This Way, Miss (1955), y The World I Lived In (1975).
A principios de los años cincuenta actuó en la radio en el The George Jessel Show, que se convirtió en un programa televisivo del mismo nombre entre 1953 y 1954. En 1968 protagonizó Here Come The Stars, un programa de variedades. Jessel también actuó como él mismo en "Valley of the Dolls" en 1968.  
Por otro lado, a menudo cruzaba los estereotipos políticos de la época con su apoyo a los movimientos de derechos civiles y su crítica al racismo y antisemitismo. Sus opiniones le produjeron en ocasiones algunos problemas. En 1971, mientras era entrevistado por Edwin Newman en el programa de la NBC The Today Show, se refirió de manera repetida al The New York Times como si fuera el "Pravda", el órgano oficial del Partido Comunista de la Unión Soviética, fue expulsado del programa.

### Últimos años
Su último papel cinematográfico fue en Diary of a Young Comic en 1979. También intervino como él mismo en el film de 1981 Rojos.
Jessel falleció a causa de un infarto agudo de miocardio en 1981, a los 83 años de edad en Los Ángeles, California, fue enterrado en el Cementerio Hillside Memorial Park en Culver City, California.

## Premios
En 1969, gracias a su trabajo caritativo, la Academia de las Artes y las Ciencias Cinematográficas de Hollywood le honró con el Premio Humanitario Jean Hersholt, un premio especial de la Academia.  Por su contribución al cine, George Jessel tiene una estrella en el Paseo de la Fama de Hollywood, en el 1777 de Vine Street, en Los Ángeles, California.